# Caproni Ca.164
Caproni Ca.164 là một loại máy bay huấn luyện hai tầng cánh, sản xuất tại Ý ngay trước Chiến tranh thế giới II. Nó còn được sử dụng làm các máy bay liên lạc trong các đơn vị máy bay ném bom, Một số máy bay được dùng để trinh sát chiến thuật trong chiến dịch Croatia. Armée de l'Air cũng đặt mua 100 chiếc.

## Quốc gia sử dụng
Pháp
- Armee de l'Air

 Italy
- Regia Aeronautica

## Tính năng kỹ chiến thuật
Đặc điểm tổng quát
- Kíp lái: 2
- Chiều dài: 7,74 m (25 ft 4 in)
- Sải cánh: 9,75 m (32 ft 0 in)
- Chiều cao: 3,00 m (9 ft 10 in)
- Diện tích cánh: 22,4 m2 (241 ft2)
- Trọng lượng rỗng: 850 kg (1,874 lb)
- Trọng lượng có tải: 1,175 kg (2,590 lb)
- Powerplant: 1 × Alfa Romeo 115, 138 kW (185 hp)

Hiệu suất bay
- Vận tốc cực đại: 230 km/h (143 mph)
- Tầm bay: 530 km (329 dặm)
- Trần bay: 4,200 m (13.780 ft)
- Vận tốc lên cao: 3,6 m/s (708 ft/phút)